# Kristův kostel (Opatija)
Evangelický Kristův kostel v Opatiji (chorv. Evangelička Kristova crkva u Opatiji) je evangelickým (luterským) kostelem, nacházejícím se v Opatiji na ulici maršála Tita.
Kostel byl vystavěn v novorománském slohu v letech 1903–1904 podle plánů architekta Carla Seidla (rodáka ze Šumperka).
Vedle kostela je fara z roku 1911.